# Pozán de Vero
Pozán de Vero é um município da Espanha na província de Huesca, comunidade autónoma de Aragão, de área 14,67 km² com população de 251 habitantes (2007) e densidade populacional de 16,63 hab/km².

## Demografia
| Variação demográfica do município entre 1991 e 2004 | Variação demográfica do município entre 1991 e 2004 | Variação demográfica do município entre 1991 e 2004 | Variação demográfica do município entre 1991 e 2004 |
| --------------------------------------------------- | --------------------------------------------------- | --------------------------------------------------- | --------------------------------------------------- |
| 1991                                                | 1996                                                | 2001                                                | 2004                                                |
| 268                                                 | 257                                                 | 243                                                 | 244                                                 |